# Kuššara
Kuššara fu una città dell'età del bronzo nel sud est dell'Anatolia; tuttavia, gli studiosi non sono ancora riusciti a trovarne i resti, e quindi risulta impossibile localizzarla con precisione. I governanti di Kuššara estesero la loro autorità sull'Anatolia centrale, conquistando la città ittita di  Kanesh, distruggendo la futura capitale ittita di Hattuša, e conquistando i territori a nord fino al mar Nero.
Pithana fu il più antico re conosciuto di Kuššara e colui che conquistò Kanesh/Neša. Suo figlio Anitta estese queste conquiste, distruggendo la futura capitale ittita Hattuša, e fu il primo sovrano conosciuto che commemorò le sue vittorie con iscrizioni in lingua ittita.
Il re Hattušili I era ancora chiamato "Labarna II, dal suo predecessore (che era una figura probabilmente mitica)", "uomo di Kuššara" e successivamente "re di Hattuša".  
Dopo il fallito assedio di Aleppo dal quale tornò gravemente ferito, Hattušili I si fermò a Kuššara, dove risiedeva la famiglia reale e dove morì. Da queste informazioni risulta plausibile localizzare questa città fra Neša ed Aleppo.